# Hileithia
Hileithia é um gênero de mariposa pertencente à família Crambidae.